# Mychajło Fedak
Mychajło Fedak, ps. „Smyrnyj”, „Czernyk”, „Inżyner” (ur. 1924, Ropienka) – ukraiński dowódca, oficer UPA.
Członek OUN od 1938, w 1943 aresztowany przez gestapo, więziony w Jaśle. Od 1944 pełnił funkcje kierownicze w 6 Rejonie Nadrejonu „Beskyd” I Okręgu OUN.
Dowódca samodzielnej sotni UPA, powstałej na bazie członków OUN(b) i SKW, działającej w powiecie gorlickim i nowosądeckim.
Był prowidnykiem I Rejonu Nadrejonu „Werchowyna” I Okręgu OUN. Pod koniec 1947 jego  sotnia przebiła się na teren Czechosłowacji, gdzie została rozbita. Część żołnierzy wycofała się na teren Polski i walczyła do połowy 1948. „Smyrnyj” przedostał się do Niemiec. W 1949 powrócił z grupą kurierów do Polski, aby nawiązać kontakt z dowódcą UPA „Orestem”. Ponieważ „Orest” został aresztowany, „Smyrnyj” powrócił do Niemiec, a w 1957 wyemigrował do Kanady.